# Yorton

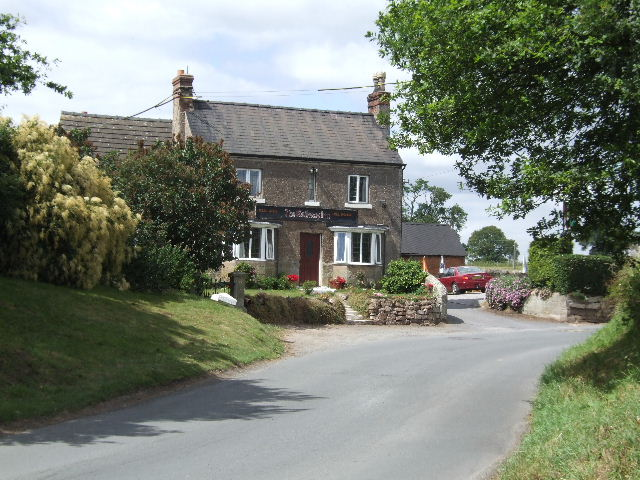
ARailway Inn Yortonban

Yorton kis falu Shropshire-ban, Angliában. A település a walesi határvidék vasútvonal mentén fekszik Wem és Shrewsbury között. A vasútállomás a szomszédos falut, Clive-ot is kiszolgálja. Óránként két-két vonat közlekedik mindkét irányban. A vasútállomás feltételes megállóhely, ami azt jelenti, hogy időben jelezni kell a mozdonyvezetőnek vagy a kalauznak a fel- illetve leszállási szándékot. A település nevezetességei a családi tulajdonban levő Railway Inn valamint az egy mérföldnyire levő Yorton Farm nevű tanya.